# Rambo-sorozat
A Rambo-sorozat egy nagyjából harminchat évet átölelő akció-saga, melynek főszereplője a vietnámi veterán John J. Rambo. A filmsorozat főszereplője, Rambo megtestesítője Sylvester Stallone.

## A sorozat részei
|  | Alább a cselekmény részletei következnek! |

### Rambo – Első vér
John J. Rambo a háborús hős, vietnámi veterán leszerelése után a poros kisváros utcáin téblábol, hogy megkeresse utolsó bajtársát, akiről azonban kiderül, már nem él. A helyi seriff, korlátlan úrnak érezve magát, csavargásért letartóztatja Rambo-t. A fogdai inzultusok hatására a civil életre alkalmatlan, gyilkos gépezetté képzett katonában elszabadulnak az indulatok, az emlékek beindítják a pusztítás ördögét.

### Rambo II
Egykori parancsnoka, Trautman azzal keresi fel a börtönbüntetését töltő Rambo-t, utazzon Kambodzsába és derítse ki vannak-e ott amerikai hadifoglyok, fényképes bizonyítékot kell szereznie a fogvatartottakról. Vesztenivalója nem lévén, Rambo vállalja a veszélyes feladatot. Arra azonban nem gondolt, hogy az amerikai hadsereg bizonyos tisztjeinek az szolgálja érdekeit, ha nem derül ki az igazság.

### Rambo III
Trautman ezredes az oroszok elleni afganisztáni háborúban fogságba esik. Rambo kapja a veszélyes feladatot, hogy a front mögé kerülve felkutassa és kiszabadítsa az ezredest. A mindenre elszánt Rambo ellenséges területre érkezve megtudja, hogy az ezredest egy megerősített erődben tartják fogva. Ez a létesítmény első ránézésre bevehetetlennek tűnik, de nem Rambo számára.

### John Rambo
John Rambo a világ zajától visszavonulva próbál élni, de újra akad munka számára, amit természetesen csakis ő képes elvégezni. Ezúttal egy emberjogi szervezet képviselői adnak neki megbízást, akik egy segélyszállítmányt próbálnak meg eljuttatni a polgárháborús Burmába. Azonban a szervezet tagjait elfogják a burmai hadsereg katonái, így Rambo-nak kell kiszabadítania őket.

### Rambo V: Utolsó vér
|  | Itt a vége a cselekmény részletezésének! |

### Állandó karakterek
Érdekes megjegyezni, hogy a színészek közül csupán Sylvester Stallone (John J. Rambo) szerepel mind a öt részben. Trautman ezredes szintén állandó karakternek tekinthető, de csak az első három részben szerepel az őt alakító színész, Richard Crenna 2003-ban bekövetkezett halála miatt.

## Bevételek
| Film                  | Bemutató             | Jegyeladási bevételek |
| --------------------- | -------------------- | --------------------- |
| Rambo – Első vér      | 1982. október 22.    | $ 125 212 904         |
| Rambo II.             | 1985. május 22.      | $ 300 400 432         |
| Rambo III.            | 1988. május 25.      | $ 189 015 611         |
| John Rambo            | 2008. január 25.     | $ 113 244 290         |
| Rambo V. – Utolsó vér | 2019. szeptember 19. | $ 91 490 353          |
| 1-5. rész             | Összesen             | $ 828 363 590         |